# Liste chronologique des Metroidvania
 (mai 2020).
Si vous disposez d'ouvrages ou d'articles de référence ou si vous connaissez des sites web de qualité traitant du thème abordé ici, merci de compléter l'article en donnant les références utiles à sa vérifiabilité et en les liant à la section « Notes et références ».
Cet article présente la liste des jeux Metroidvania classée par ordre chronologique. La date indiquée est celle de la première sortie, zones géographiques et versions confondues. Les séries notables sont Metroid, Castlevania, Dragon Slayer, Shantae ou encore Wonder Boy.

## 1980 - 1989
| Titre                             | Développeur                                                                   | Éditeur                                                                                     | Plate-forme                                                                                           | Date             |
| --------------------------------- | ----------------------------------------------------------------------------- | ------------------------------------------------------------------------------------------- | --- | ---------------- |
| Aztec                             | Paul Stephenson                                                               | Datamost                                                                                    | Apple II, Atari 8-bit, PC-88, Sharp X1, Commodore 64, FM-7                                            | 1982             |
| Montezuma's Revenge (en)          | Utopia Software                                                               | Parker Brothers                                                                             | Apple II, Atari 2600, Atari 5200, Atari 8-bit, ColecoVision, Commodore 64, ZX Spectrum, Master System | 1984             |
| Xanadu                            | Nihon Falcom                                                                  | Nihon Falcom                                                                                | PC-88, Sharp X1, PC-8001, PC-98, MSX, FM-7                                                            | 27 octobre 1985  |
| Brain Breaker                     | Hiroshi Ishikawa                                                              | Enix                                                                                        | Sharp X1                                                                                              | Novembre 1985    |
| Metroid                           | Nintendo R&D1, Intelligent Systems                                            | Nintendo                                                                                    | Arcade, Famicom Disk System, NES, Game Boy Advance, Nintendo 3DS, Wii, Wii U, Nintendo Switch         | 6 août 1986      |
| L'Armure sacrée d'Antiriad        | Palace Software                                                               | Epyx (NA), Palace Software (EU)                                                             | Apple II, Amstrad CPC, Commodore 64, MSX, ZX Spectrum, DOS, TRS-80 CoCo                               | Septembre 1986   |
| Rygar                             | Tecmo                                                                         | Tecmo                                                                                       | NES                                                                                                   | 1987             |
| The Goonies II                    | Konami                                                                        | Konami                                                                                      | NES                                                                                                   | 18 mars 1987     |
| The Maze of Galious               | Konami                                                                        | Konami                                                                                      | MSX, NES                                                                                              | 18 avril 1987    |
| Legacy of the Wizard              | Nihon Falcom                                                                  | Nihon Falcom (MSX), Namcot (FC), Broderbund (NES)                                           | MSX, MSX2, NES                                                                                        | 9 juillet 1987   |
| Castlevania II: Simon's Quest     | Konami                                                                        | Konami                                                                                      | Famicom Disk System, NES, Microsoft Windows, Nintendo 3DS, Wii, Wii U                                 | 9 juillet 1987   |
| Faxanadu                          | Hudson Soft                                                                   | Hudson Soft (JP), Nintendo (NA/EU)                                                          | NES                                                                                                   | 16 novembre 1987 |
| Zeliard                           | Game Arts                                                                     | Game Arts (JP), Sierra Entertainment (NA/EU)                                                | NEC PC-8801, X1, MS-DOS                                                                               | 19 décembre 1987 |
| Konami Wai Wai World              | Konami                                                                        | Konami                                                                                      | NES                                                                                                   | 14 janvier 1988  |
| The Battle of Olympus             | Infinity (NES), Radical Entertainment (GB)                                    | Imagineer (JP), Broderbund (NA), Nintendo (EU), Imagineer (EU, Game Boy)                    | NES, Game Boy                                                                                         | 31 mars 1988     |
| Blaster Master                    | Sunsoft                                                                       | Sunsoft                                                                                     | NES                                                                                                   | 17 juin 1988     |
| Exile                             | Jeremy Smith, Peter Irvin                                                     | Superior Software, Audiogenic                                                               | Acorn Electron, BBC Micro, Commodore 64, Amiga, Atari ST, CD32                                        | 1988             |
| Clash at Demonhead                | Vic Tokai                                                                     | Vic Tokai                                                                                   | NES                                                                                                   | 27 janvier 1989  |
| Ys III: Wanderers from Ys         | Nihon Falcom, Alfa System (TG16), Advance Communication (NES/SNES), Riot (MD) | Nihon Falcom, Hudson Soft (TG16), Victor (NES), Tonkin House (SNES), Riot (MD), Taito (PS2) | PC-8801, PC-9801, MSX2, X68000, TurboGrafx-16, SNES, NES, Mega Drive, PlayStation 2                   | 28 juillet 1989  |
| Wonder Boy III: The Dragon's Trap | Westone, Hudson Soft (TG16)                                                   | Sega, NEC (TG16)                                                                            | TurboGrafx-16, Master System, Game Gear                                                               | 1989             |

## 1990 - 1999
| Titre                                           | Développeur                                            | Éditeur                                                | Plate-forme                                                                                 | Date              |
| ----------------------------------------------- | ------------------------------------------------------ | ------------------------------------------------------ | ------------------------------------------------------------------------------------------- | ----------------- |
| The Adventures of Rad Gravity                   | Interplay Productions                                  | Activision                                             | NES                                                                                         | Décembre 1990     |
| Actraiser                                       | Quintet                                                | Enix                                                   | SNES                                                                                        | 16 décembre 1990  |
| Ufouria: The Saga                               | Sunsoft                                                | Sunsoft                                                | NES, Playstation                                                                            | 20 septembre 1991 |
| Wonder Boy in Monster World                     | Westone, Alfa System (TG16)                            | Sega, Hudson Soft (TG16)                               | Mega Drive, Master System, PC-Engine, PlayStation Network, Microsoft Windows, Xbox 360, Wii | 25 octobre 1991   |
| Metroid II: Return of Samus                     | Nintendo R&D1                                          | Nintendo                                               | Game Boy                                                                                    | Novembre 1991     |
| Blaster Master 2                                | Software Creations                                     | Sunsoft                                                | Mega Drive                                                                                  | 15 mars 1993      |
| Teenage Mutant Hero Turtles III: Radical Rescue | Konami                                                 | Konami                                                 | Game Boy                                                                                    | 25 novembre 1993  |
| Super Metroid                                   | Nintendo R&D1, Intelligent Systems                     | Nintendo                                               | Super Nintendo, New Nintendo 3DS, Wii, Wii U, Super NES Mini, Nintendo Switch               | 19 mars 1994      |
| Takahashi Meijin no Bōken Jima IV               | Now Production                                         | Hudson Soft                                            | NES                                                                                         | 24 juin 1994      |
| System Shock                                    | Looking Glass Studios                                  | Origin Systems                                         | MS-DOS, Mac OS, Microsoft Windows, OS X, Linux                                              | 23 septembre 1994 |
| Super Adventure Island II                       | Make Software, Inc.                                    | Hudson Soft                                            | Super Nintendo                                                                              | Octobre 1994      |
| Tails Adventure                                 | Aspect                                                 | Sega                                                   | Game Gear                                                                                   | 22 septembre 1995 |
| Exhumed                                         | Lobotomy Software                                      | Playmates Interactive (NA), BMG Interactive (EU)       | MS-DOS, PlayStation, Sega Saturn                                                            | 31 octobre 1996   |
| Castlevania: Symphony of the Night              | Konami Computer Entertainment Tokyo                    | Konami                                                 | PlayStation, Sega Saturn                                                                    | 20 mars 1997      |
| Tombi!                                          | Whoopee Camp                                           | Whoopee Camp (JP), Sony Computer Entertainment (EU/NA) | PlayStation                                                                                 | 25 décembre 1997  |
| Legacy of Kain: Soul Reaver                     | Crystal Dynamics (PC/PS1), Nixxes Software (Dreamcast) | Eidos Interactive                                      | Microsoft Windows, PlayStation, Dreamcast                                                   | 16 août 1999      |
| Tombi! 2                                        | Whoopee Camp                                           | Whoopee Camp (JP), Sony Computer Entertainment (EU/NA) | PlayStation                                                                                 | 28 octobre 1999   |

## 2000 - 2004
| Titre                              | Développeur                             | Éditeur            | Plate-forme                  | Date             |
| ---------------------------------- | --------------------------------------- | ------------------ | ---------------------------- | ---------------- |
| Castlevania: Circle of the Moon    | Konami Computer Entertainment Kobe      | Konami             | Game Boy Advance             | 21 mars 2001     |
| Shantae                            | WayForward Technologies                 | Capcom             | Game Boy Color               | 2 juin 2002      |
| Castlevania: Harmony of Dissonance | Konami Computer Entertainment Tokyo     | Konami             | Game Boy Advance             | 6 juin 2002      |
| Metroid Prime                      | Nintendo, Retro Studios                 | Nintendo           | GameCube                     | 17 novembre 2002 |
| Metroid: Fusion                    | Nintendo R&D1                           | Nintendo           | Game Boy Advance             | 18 novembre 2002 |
| Samurai Jack: The Amulet of Time   | Virtucraft Studios                      | BAM! Entertainment | Game Boy Advance             | 25 mars 2003     |
| Castlevania: Aria of Sorrow        | Konami Computer Entertainment Tokyo     | Konami             | Game Boy Advance             | 6 mai 2003       |
| Castlevania: Lament of Innocence   | Konami Computer Entertainment Tokyo     | Konami             | PlayStation 2, PlayStation 3 | 27 novembre 2003 |
| Metroid: Zero Mission              | Nintendo R&D1                           | Nintendo           | Game Boy Advance             | 9 février 2004   |
| Kirby and the Amazing Mirror       | HAL Laboratory, Flagship Studios, Dimps | Nintendo           | Game Boy Advance             | 15 avril 2004    |
| Shaman King: Master of Spirits     | KCEJ                                    | Konami             | Game Boy Advance             | 9 novembre 2004  |
| Metroid Prime 2: Echoes            | Nintendo, Retro Studios                 | Nintendo           | GameCube                     | 15 novembre 2004 |
| Cave Story                         | Daisuke Amaya                           | Daisuke Amaya      | Microsoft Windows            | 20 décembre 2004 |

## 2005 - 2009
| Titre                              | Développeur                  | Éditeur             | Plate-forme                                       | Date               |
| ---------------------------------- | ---------------------------- | ------------------- | ------------------------------------------------- | ------------------ |
| La-Mulana                          | GR3 Project                  | GR3 Project         | Microsoft Windows                                 | 27 mai 2005        |
| Shaman King: Master of Spirits 2   | Konami                       | Konami              | Game Boy Advance                                  | 2 août 2005        |
| Castlevania: Dawn of Sorrow        | Konami                       | Konami              | Nintendo DS                                       | 25 août 2005       |
| Castlevania: Curse of Darkness     | Konami                       | Konami              | PlayStation 2, Xbox                               | 1er novembre 2005  |
| Metroid Prime Hunters              | Nintendo Software Technology | Nintendo            | Nintendo DS                                       | 20 mars 2006       |
| Within a Deep Forest               | Nifflas                      | Nifflas             | Microsoft Windows                                 | 1er mai 2006       |
| Mega Man ZX                        | Inti Creates                 | Capcom              | Microsoft Windows, Nintendo DS                    | 6 juillet 2006     |
| An Untitled Story                  | Matt Makes Games             | Matt Makes Games    | Microsoft Windows                                 | 26 août 2006       |
| Castlevania: Portrait of Ruin      | Konami                       | Konami              | Nintendo DS                                       | 16 novembre 2006   |
| Mega Man ZX Advent                 | Inti Creates                 | Capcom              | Microsoft Windows, Nintendo DS                    | 12 juillet 2006    |
| Lyle in Cube Sector                | Bogosoft                     | Bogosoft            | Microsoft Windows                                 | 2006               |
| Metroid Prime 3: Corruption        | Retro Studios                | Nintendo            | Wii                                               | 27 août 2007       |
| Hasslevania: The Quest for Shuteye | DXF Games                    | DXF Games           | Microsoft Windows                                 | 21 novembre 2007   |
| Aquaria                            | Bit Blot                     | Bit Blot            | Microsoft Windows, macOS, Linux, iOS, Google Play | 7 décembre 2007    |
| Castlevania: Order of Ecclesia     | Konami                       | Konami              | Nintendo DS                                       | 21 octobre 2008    |
| Iji                                | Daniel Remar, Remar Games    | Remar Games         | Microsoft Windows, macOS                          | 1er septembre 2008 |
| Shadow Complex                     | Chair Entertainment          | Chair Entertainment | Xbox 360                                          | 19 août 2009       |

## 2010 - 2014
| Titre                                                        | Développeur                                  | Éditeur                                                                                                | Plate-forme | Date              |
| ------------------------------------------------------------ | -------------------------------------------- | --- | --- | ----------------- |
| Alice au pays des merveilles                                 | Étranges Libellules                          | Disney Interactive Studios                                                                             | Microsoft Windows, Nintendo DS, Wii, Zeebo                                                                                          | 2 mars 2010       |
| Hero Core                                                    | Daniel Remar                                 | Daniel Remar                                                                                           | Microsoft Windows | 3 mai 2010        |
| Metroid: Other M                                             | Nintendo, Team Ninja, D-Rockets              | Nintendo                                                                                               | Wii, Wii U | 31 août 2010      |
| Shantae: Risky's Revenge                                     | WayForward Technologies                      | WayForward Technologies                                                                                | Microsoft Windows, PlayStation 4, Nintendo DSi, Wii U iOS                                                                           | 4 octobre 2010    |
| Astroman                                                     | StarQuail                                    | StarQuail                                                                                              | Xbox 360 | 23 décembre 2010  |
| Robot Wants Kitty                                            | Hamumu Software                              | Raptisoft                                                                                              | iOS, Google Play | 18 mars 2011      |
| Monster Tale                                                 | DreamRift                                    | Majesco Entertainment                                                                                  | Nintendo DS | 22 mars 2011      |
| Outland                                                      | Housemarque                                  | Ubisoft                                                                                                | Microsoft Windows, macOS, Linux, PlayStation 3, Xbox 360                                                                            | 27 avril 2011     |
| La-Mulana Remake                                             | Nigoro                                       | Playism (PC), Asterizm (Wii/PSVita, JP), EnjoyUp Games (Wii, NA/EU), Rising Star Games (PSVita, NA/EU) | Microsoft Windows, Linux, macOS, PlayStation Vita, Wii                                                                              | 21 juin 2011      |
| Insanely Twisted Shadow Planet                               | Shadow Planet Productions                    | Microsoft Studios                                                                                      | Microsoft Windows, macOS, Linux, Xbox 360                                                                                           | 3 août 2011       |
| Rochard                                                      | Recoil Games                                 | Recoil Games (PC), Sony Online Entertainment (PS3)                                                     | Microsoft Windows, macOS, Linux, PlayStation 3                                                                                      | 27 septembre 2011 |
| Aliens: Infestation                                          | WayForward Technologies, Gearbox Software    | Sega                                                                                                   | Nintendo DS | 29 septembre 2011 |
| Unepic                                                       | @unepic_fran                                 | @unepic_fran, A Crowd of Monsters, EnjoyUp Games, Ninagamers                                           | Microsoft Windows, macOS, Linux, PlayStation Vita, PlayStation 4, Xbox One, Wii U, Nintendo Switch                                  | 30 septembre 2011 |
| Project Black Sun                                            | Starflower Games                             | Starflower Games                                                                                       | Microsoft Windows, macOS, Linux | 17 octobre 2011   |
| Tiny Dangerous Dungeons                                      | AdventureIslands                             | AdventureIslands                                                                                       | Microsoft Windows, macOS, Jeu Flash, iOS, Google Play                                                                               | 19 novembre 2011  |
| 1000 Amps                                                    | Brandon Brizzi                               | Brandon Brizzi                                                                                         | Microsoft Windows, macOS, Linux | 22 février 2012   |
| Swordigo                                                     | Touch Foo                                    | Touch Foo                                                                                              | iOS, Google Play | 22 mars 2012      |
| You Have to Win the Game                                     | Pirate Hearts                                | Minor Key Games                                                                                        | Microsoft Windows, macOS, Linux | 6 mai 2012        |
| Dust : An Elysian Tail                                       | Humble Hearts LLC                            | Microsoft Studios, Limited Run Games (Matérialisé Switch)                                              | Microsoft Windows, macOS, Linux, PlayStation 4, Xbox 360, Nintendo Switch, iOS                                                      | 15 août 2012      |
| Bunny Must Die! Chelsea and the 7 Devils                     | Platine Dispositif                           | Rockin' Android, Inc, (PC) Mediascape Co., Ltd. (PSVita, PS4)                                          | Microsoft Windows, PlayStation Vita, PlayStation 4                                                                                  | 17 septembre 2012 |
| Adventure Time: Hey Ice King! Why'd You Steal Our Garbage?!! | WayForward Technologies                      | D3 Publisher, Bandai Namco Games                                                                       | Nintendo DS, Nintendo 3DS | 20 novembre 2012  |
| Guacamelee!                                                  | Drinkbox Studios                             | Drinkbox Studios                                                                                       | Microsoft Windows, macOS, Linux, PlayStation Vita, PlayStation 3, PlayStation 4, Xbox 360, Xbox One, Wii U, Nintendo Switch         | 9 avril 2013      |
| The Swapper                                                  | Facepalm Games (PC), Curve Studios (Console) | Facepalm Games, Nintendo (Wii U, JP)                                                                   | Microsoft Windows, macOS, Linux, PlayStation Vita, PlayStation 3, PlayStation 4, Xbox One, Wii U                                    | 30 mai 2013       |
| Batman: Arkham Origins Blackgate                             | Armature Studio                              | Warner Bros. Interactive Entertainment                                                                 | Microsoft Windows, PlayStation Vita, PlayStation 3, Xbox 360, Nintendo 3DS, Wii U                                                   | 25 octobre 2013   |
| Valdis Story: Abyssal City                                   | Endlessfluff Games                           | Endlessfluff Games                                                                                     | Microsoft Windows, macOS | 30 octobre 2013   |
| Teslagrad                                                    | Rain Games                                   | Rain Games                                                                                             | Microsoft Windows, macOS, Linux, PlayStation Vita, PlayStation 3, PlayStation 4, Xbox One, Wii U, Nintendo Switch, iOS, Google Play | 13 décembre 2013  |
| AeternoBlade                                                 | Corecell                                     | Corecell                                                                                               | Microsoft Windows, PlayStation Vita, PlayStation 4, Nintendo 3DS, Nintendo Switch                                                   | 4 février 2014    |
| Strider                                                      | Double Helix Games, Capcom Osaka Studio      | Capcom                                                                                                 | Microsoft Windows, PlayStation 3, PlayStation 4, Xbox 360, Xbox One                                                                 | 18 février 2014   |
| Magicians & Looters                                          | Morgopolis Studios                           | Morgopolis Studios                                                                                     | Microsoft Windows | 2 juillet 2014    |
| Amazing Princess Sarah                                       | Haruneko                                     | Haruneko                                                                                               | Microsoft Windows, Xbox 360, Xbox One, Windows Phone                                                                                | 9 juillet 2014    |
| Super Panda Adventures                                       | BlueEagle productions                        | Paul Schneider                                                                                         | Microsoft Windows | 14 juillet 2014   |
| Rex Rocket                                                   | Castle Pixel, LLC.                           | Castle Pixel, LLC.                                                                                     | Microsoft Windows, macOS, Linux | 5 août 2014       |
| Phoenotopia                                                  | Quells                                       | Quells                                                                                                 | Microsoft Windows, macOS, Linux | 20 août 2014      |
| The Waste Land                                               | Fledermaus                                   | Digital Tribe                                                                                          | Microsoft Windows | 16 septembre 2014 |
| Super Win the Game                                           | Pirate Hearts                                | Minor Key Games                                                                                        | Microsoft Windows, macOS, Linux | 1er octobre 2014  |
| Shantae and the Pirate's Curse                               | WayForward Technologies                      | WayForward Technologies, Rising Star Games (3DS) Oizumi Amuzio Inc. (Switch, JP)                       | Microsoft Windows, PlayStation 4, Xbox One, Nintendo 3DS, Wii U, Nintendo Switch, Amazon Fire TV                                    | 23 octobre 2014   |
| Teenage Mutant Ninja Turtles: Danger of the Ooze             | WayForward Technologies                      | Activision                                                                                             | Microsoft Windows, PlayStation 3, Xbox 360, Nintendo 3DS                                                                            | 28 octobre 2014   |
| Elliot Quest                                                 | Ansimuz Games                                | Ansimuz Games                                                                                          | Microsoft Windows, macOS, Linux, PlayStation 4, Xbox One, Nintendo 3DS, Wii U, Nintendo Switch, Ouya, Amazon Fire TV                | 11 novembre 2014  |
| Xeodrifter                                                   | Renegade Kid                                 | Renegade Kid, Good Shepherd Entertainment (PSVita, PS4), Red Art Games (Switch, physique)              | Microsoft Windows, PlayStation Vita, PlayStation 4, Nintendo 3DS, Wii U, Nintendo Switch                                            | 11 décembre 2014  |

## 2015 - 2016
| Titre                                   | Développeur                              | Éditeur                                                | Plate-forme                                                                                        | Date               |
| --------------------------------------- | ---------------------------------------- | ------------------------------------------------------ | -------------------------------------------------------------------------------------------------- | ------------------ |
| Apotheon                                | Alientrap                                | Alientrap                                              | Microsoft Windows, macOS, Linux, PlayStation 4                                                     | 3 février 2015     |
| Castle In The Darkness                  | Matt Kap, Nicalis                        | Nicalis                                                | Microsoft Windows                                                                                  | 5 février 2015     |
| Blaster Master Zero                     | Inti Creates                             | Inti Creates                                           | Microsoft Windows, Nintendo 3DS, Nintendo Switch                                                   | 3 mars 2015        |
| Ori and the Blind Forest                | Moon Studios                             | Microsoft Studios                                      | Microsoft Windows, Xbox One, Nintendo Switch                                                       | 11 mars 2015       |
| Axiom Verge                             | Thomas Happ Games                        | Thomas Happ Games                                      | Microsoft Windows, macOS, Linux, PlayStation Vita, PlayStation 4, Xbox One, Wii U, Nintendo Switch | 31 mars 2015       |
| Finding Teddy 2                         | LookAtMyGame                             | Aksys Games                                            | Microsoft Windows, macOS, PlayStation 4, Wii U, Nintendo Switch                                    | 2 avril 2015       |
| Environmental Station Alpha             | Hempuli Oy                               | Hempuli Oy                                             | Microsoft Windows, macOS                                                                           | 22 avril 2015      |
| Mystik Belle                            | Last Dimension                           | Last Dimension (PC), WayForward Technologies (Console) | Microsoft Windows, Linux, PlayStation 4, Xbox One                                                  | 15 mai 2015        |
| Red Goddess: Inner World                | Yanim Studios                            | Yanim Studios                                          | Microsoft Windows, PlayStation 4, Wii U                                                            | 30 juin 2015       |
| Odallus: The Dark Call                  | Joymasher                                | Joymasher                                              | Microsoft Windows                                                                                  | 15 juillet 2015    |
| Super Dangerous Dungeons                | AdventureIslands                         | AdventureIslands                                       | Microsoft Windows, macOS, iOS, Google Play                                                         | 15 juillet 2015    |
| Exile's End                             | Magnetic Realms                          | Marvelous                                              | Microsoft Windows, macOS, Linux, PlayStation Vita, PlayStation 4, Wii U                            | 1er septembre 2015 |
| Aerannis                                | ektomarch                                | ektomarch                                              | Microsoft Windows, macOS                                                                           | 15 septembre 2015  |
| Shadow Complex Remastered               | Epic Games                               | Epic Games                                             | Microsoft Windows, macOS, PlayStation 4, Xbox One                                                  | 3 décembre 2015    |
| The Aquatic Adventure of the Last Human | YCJY (PC), Stage Clear Studios (Console) | YCJY (PC), Stage Clear Studios (Console)               | Microsoft Windows, macOS, Linux, PlayStation 4, Xbox One                                           | 19 janvier 2016    |
| Rabi-Ribi                               | CreSpirit, GemaYue                       | Sekai Project, PQube                                   | Microsoft Windows, PlayStation Vita, PlayStation 4, Nintendo Switch                                | 28 janvier 2016    |
| Inexistence                             | Jonathan BRASSAUD                        | Jonathan BRASSAUD                                      | Microsoft Windows                                                                                  | 17 février 2016    |
| Momodora: Reverie Under the Moonlight   | Bombservice                              | Playism, Dangen Entertainment                          | Microsoft Windows, macOS, Linux, PlayStation 4, Xbox One, Nintendo Switch                          | 4 mars 2016        |
| Salt and Sanctuary                      | Ska Studios                              | Ska Studios                                            | Microsoft Windows, macOS, Linux, PlayStation Vita, PlayStation 4, Xbox One, Nintendo Switch        | 15 mars 2016       |
| Pharaoh Rebirth+                        | KROBON station, Vaka Game Magazine       | Degica, Vaka Game Magazine                             | Microsoft Windows                                                                                  | 17 mars 2016       |
| Spaceport Hope                          | team BitClub                             | team BitClub, Sunken Treasure Games                    | Microsoft Windows                                                                                  | 16 avril 2016      |
| Ghost 1.0                               | @unepic_fran                             | @unepic_fran                                           | Microsoft Windows, MSX, PlayStation 4, Xbox One, Wii U, Nintendo Switch                            | 7 juin 2016        |
| Song of the Deep                        | Insomniac Games                          | GameTrust Games                                        | Microsoft Windows, PlayStation 4, Xbox One                                                         | 12 juillet 2016    |
| Headlander                              | Double Fine Productions                  | Adult Swim Games                                       | Microsoft Windows, macOS, PlayStation 4, Xbox One                                                  | 26 juillet 2016    |
| AM2R                                    | Milton Guasti                            | Milton Guasti                                          | Microsoft Windows                                                                                  | 6 août 2016        |
| Wuppo                                   | Knuist & Perzik                          | Soedesco                                               | Microsoft Windows, macOS, PlayStation 4, Xbox One, Nintendo Switch                                 | 26 septembre 2016  |
| ICEY                                    | FantaBlade Network                       | X.D. Network Inc.                                      | Microsoft Windows, macOS, PlayStation 4, Nintendo Switch, iOS, Google Play                         | 17 novembre 2016   |
| Shantae: Half-Genie Hero                | WayForward Technologies                  | WayForward Technologies, Marvelous USA (physique)      | Microsoft Windows, Nintendo Switch                                                                 | 17 novembre 2016   |

## 2017 - 2018
| Titre                                  | Développeur                      | Éditeur                                                                             | Plate-forme                                                                                               | Date               |
| -------------------------------------- | -------------------------------- | ----------------------------------------------------------------------------------- | --- | ------------------ |
| Alwa's Awakening                       | Elden Pixels                     | Elden Pixels                                                                        | Microsoft Windows, macOS, Linux                                                                           | 2 février 2017     |
| Hollow Knight                          | Team Cherry                      | Team Cherry                                                                         | Microsoft Windows, macOS, Linux, PlayStation 4, Xbox One, Nintendo Switch                                 | 14 février 2017    |
| Forma.8                                | Mixedbag                         | Mixedbag, Limited Run Games (physique)                                              | Microsoft Windows, macOS, Linux, PlayStation Vita, PlayStation 4, Wii U, Nintendo Switch, iOS             | 23 février 2017    |
| Wonder Boy: The Dragon's Trap          | Lizardcube                       | DotEmu, Nicalis (NA, physique), Headup Games (EU, physique), Arc System Works (SEA) | Microsoft Windows, macOS, Linux, PlayStation 4, Xbox One, Nintendo Switch                                 | 18 avril 2017      |
| Mini Ghost                             | @unepic_fran                     | @unepic_fran                                                                        | Microsoft Windows                                                                                         | 28 avril 2017      |
| One Dog Story                          | Big Way Games                    | Big Way                                                                             | Microsoft Windows, macOS, Linux                                                                           | 28 avril 2017      |
| Prey                                   | Arkane Studios                   | Bethesda Softworks                                                                  | Microsoft Windows, Playstation 4, Xbox One                                                                | 1er mai 2017       |
| Metamorfose S                          | Black Onyx Interactive           | Black Onyx Interactive                                                              | Microsoft Windows                                                                                         | 4 juillet 2017     |
| Demon Peak                             | Kajak Games                      | Kajak Games                                                                         | Microsoft Windows, Linux                                                                                  | 7 juillet 2017     |
| Sundered                               | Thunder Lotus Games              | Thunder Lotus Games                                                                 | Microsoft Windows, macOS, Linux, PlayStation 4, Nintendo Switch                                           | 28 juillet 2017    |
| Evil Genome 光明重影                   | Crystal Depths Studio            | Crystal Depths Studio                                                               | Microsoft Windows                                                                                         | 7 août 2017        |
| Life on Mars Remake                    | Oscar Kenneth Albero Ingles      | Oscar Kenneth Albero Ingles                                                         | Microsoft Windows                                                                                         | 7 août 2017        |
| Bad Pad                                | Headbang Games, Oray Studios     | Headbang Games                                                                      | Microsoft Windows, Linux                                                                                  | 8 août 2017        |
| Necrosphere                            | Cat Nigiri                       | Cat Nigiri                                                                          | Microsoft Windows, macOS, Linux, Nintendo Switch                                                          | 31 août 2017       |
| Greedy Guns                            | Tio Atum                         | Tio Atum                                                                            | Microsoft Windows, macOS, Linux                                                                           | 1er septembre 2017 |
| Xenia                                  | Dimitrios Floros                 | Loresoft                                                                            | Microsoft Windows                                                                                         | 1er septembre 2017 |
| Guardian                               | Exodus Software                  | Exodus Software                                                                     | Microsoft Windows, Linux                                                                                  | 8 septembre 2017   |
| Metroid: Samus Returns                 | MercurySteam, Nintendo EPD       | Nintendo                                                                            | Nintendo 3DS                                                                                              | 15 septembre 2017  |
| SteamWorld Dig 2                       | Image & Form                     | Image & Form                                                                        | Microsoft Windows, macOS, Linux, PlayStation Vita, PlayStation 4, Xbox One, Nintendo 3DS, Nintendo Switch | 21 septembre 2017  |
| Omega Strike                           | Woblyware                        | Woblyware                                                                           | Microsoft Windows, PlayStation 4, Xbox One, Nintendo Switch                                               | 4 octobre 2017     |
| After Death                            | After Death Team                 | After Death Team                                                                    | Microsoft Windows                                                                                         | 5 octobre 2017     |
| The Mummy Demastered                   | WayForward Technologies          | WayForward Technologies                                                             | Microsoft Windows, PlayStation 4, Xbox One, Nintendo Switch                                               | 24 octobre 2017    |
| Alchemist's Castle                     | Kabuk Games                      | Kabuk Games                                                                         | Microsoft Windows, macOS, Linux, Nintendo Switch                                                          | 2 novembre 2017    |
| External Visions                       | team BitClub                     | team BitClub                                                                        | Microsoft Windows, Linux                                                                                  | 15 novembre 2017   |
| Gearend                                | SolarLune Games                  | SolarLune Games                                                                     | Microsoft Windows, Linux                                                                                  | 17 novembre 2017   |
| Super Skelemania                       | Ben Allen                        | Ben Allen                                                                           | Microsoft Windows                                                                                         | 17 novembre 2017   |
| Iconoclasts                            | Konjak                           | Bifrost Entertainment                                                               | Microsoft Windows, macOS, Linux, PlayStation Vita, PlayStation 4, Xbox One, Nintendo Switch               | 23 janvier 2018    |
| Dandara                                | Long Hat House                   | Raw Fury                                                                            | Microsoft Windows, macOS, Linux, PlayStation 4, Xbox One, Nintendo Switch, iOS, Google Play               | 6 février 2018     |
| Treasure Adventure World               | Robit Games                      | Chucklefish                                                                         | Microsoft Windows                                                                                         | 7 février 2018     |
| Paradox Soul                           | Ritual Games                     | GrabTheGames (PC), Ratalaika Games (Console)                                        | Microsoft Windows, PlayStation 4, PlayStation Vita, Xbox One, Nintendo Switch                             | 9 février 2018     |
| Catmaze                                | Redblack Spade                   | Redblack Spade                                                                      | Microsoft Windows, macOS                                                                                  | 24 mai 2018        |
| Unworthy                               | Aleksandar Kuzmanovic Games Inc. | Aleksandar Kuzmanovic Games Inc. (PC), AK Games (Console)                           | Microsoft Windows, Nintendo Switch                                                                        | 29 mai 2018        |
| Yoku's Island Express                  | Villa Gorilla                    | Team17                                                                              | Microsoft Windows, PlayStation 4, Xbox One, Nintendo Switch                                               | 29 mai 2018        |
| Aggelos                                | Storybird Games                  | PQube Limited, Look At My Game                                                      | Microsoft Windows, PlayStation 4, Xbox One, Nintendo Switch                                               | 19 juin 2018       |
| Ghostly Matter                         | Small Bros                       | Milestone S.r.l.                                                                    | Microsoft Windows                                                                                         | 12 juillet 2018    |
| Escape From Tethys                     | Whimsical                        | Whimsical                                                                           | Microsoft Windows, macOS, Linux                                                                           | 13 juillet 2018    |
| La-Mulana 2                            | Nigoro                           | Playism                                                                             | Microsoft Windows, macOS, Linux, PlayStation 4 (JP), Xbox One (JP), Nintendo Switch (JP)                  | 30 juillet 2018    |
| Chasm                                  | Bit Kid, Inc.                    | Bit Kid, Inc.                                                                       | Microsoft Windows, macOS, Linux, PlayStation Vita, PlayStation 4, Xbox One, Nintendo Switch               | 31 juillet 2018    |
| Spooky Ghosts Dot Com                  | Grizzly Wizard Games             | Grizzly Wizard Games                                                                | Microsoft Windows, Linux                                                                                  | 3 août 2018        |
| Dead Cells                             | Motion-Twin                      | Motion-Twin                                                                         | Microsoft Windows, Linux, MacOS, PlayStation 4, Xbox One, Nintendo Switch, Android, iOS                   | 7 août 2018        |
| Guacamelee! 2                          | DrinkBox Studios                 | DrinkBox Studios                                                                    | Microsoft Windows, PlayStation 4, Xbox One, Nintendo Switch                                               | 21 août 2018       |
| The Messenger                          | Sabotage Studio                  | Devolver Digital                                                                    | Microsoft Windows, PlayStation 4, Xbox One, Nintendo Switch                                               | 30 août 2018       |
| Timespinner                            | Lunar Ray Games                  | Chucklefish                                                                         | Microsoft Windows, macOS, Linux, PlayStation Vita, PlayStation 4, Xbox One, Nintendo Switch               | 25 septembre 2018  |
| Monster Boy et le Royaume maudit       | Game Atelier                     | FDG Entertainment                                                                   | Microsoft Windows, PlayStation 4, Xbox One, Nintendo Switch                                               | 4 décembre 2018    |
| Maytroid. I swear it's a nice game too | PixelGreeds                      | PixelGreeds                                                                         | Microsoft Windows                                                                                         | 11 décembre 2018   |

## 2019 - 2020
| Titre                                   | Développeur                                           | Éditeur                                      | Plate-forme                                                               | Date              |
| --------------------------------------- | ----------------------------------------------------- | -------------------------------------------- | ------------------------------------------------------------------------- | ----------------- |
| Vision Soft Reset                       | Mark Radocy                                           | Mark Radocy                                  | Microsoft Windows                                                         | 16 janvier 2019   |
| Feudal Alloy                            | Attu Games                                            | Attu Games                                   | Microsoft Windows, macOS, Linux, PlayStation 4, Xbox One, Nintendo Switch | 17 janvier 2019   |
| Sun Wukong VS Robot                     | Bitca                                                 | Bitca                                        | Microsoft Windows, macOS                                                  | 20 janvier 2019   |
| JackQuest: The Tale of The Sword        | NX Games                                              | Crescent Moon Games                          | Microsoft Windows, macOS, PlayStation 4, Xbox One, Nintendo Switch        | 24 janvier 2019   |
| Mech Chip                               | Plutoneus                                             | Plutoneus                                    | Microsoft Windows                                                         | 1er février 2019  |
| Oliver's Adventures in the Fairyland    | LuchinVladimir                                        | IndieMax                                     | Microsoft Windows, Nintendo Switch                                        | 18 février 2019   |
| Touhou Luna Nights                      | Vaka Game Magazine, Team Ladybug                      | Why so serious?, Playism                     | Microsoft Windows, Nintendo Switch                                        | 26 février 2019   |
| Successor of the Moon                   | 魔术工坊                                              | SakuraGame                                   | Microsoft Windows                                                         | 15 mars 2019      |
| Robot Wants It All                      | Hamumu Games, Inc.                                    | Hamumu Games, Inc.                           | Microsoft Windows, Linux                                                  | 15 mars 2019      |
| Blaster Master Zero 2                   | Inti Creates                                          | Inti Creates                                 | Microsoft Windows, Nintendo Switch                                        | 19 mars 2019      |
| Supraland                               | Supra Games                                           | Supra Games                                  | Microsoft Windows, Linux                                                  | 5 avril 2019      |
| Beraltors                               | Phair Games                                           | Phair Games                                  | Microsoft Windows                                                         | 15 mai 2019       |
| Gato Roboto                             | doinksoft                                             | Devolver Digital                             | Microsoft Windows, Nintendo Switch                                        | 30 mai 2019       |
| Bloodstained: Ritual of the Night       | Koji Igarashi, ArtPlay, DICO, WayForward Technologies | 505 Games                                    | Microsoft Windows, PlayStation 4, Xbox One, Nintendo Switch               | 18 juin 2019      |
| And All Would Cry Beware!               | Renegade Sector Games                                 | Renegade Sector Games                        | Microsoft Windows, macOS                                                  | 24 juin 2019      |
| Horace                                  | Paul Helman, Sean Scapelhorn                          | 505 Games                                    | Microsoft Windows                                                         | 18 juillet 2019   |
| bobo robot                              | Sokpop Collective                                     | Sokpop Collective                            | Microsoft Windows, macOS                                                  | 1er août 2019     |
| REDO!                                   | Robson Paiva                                          | Robson Paiva (PC), Top Hat Studios (Console) | Microsoft Windows, PlayStation 4, Xbox One, Nintendo Switch               | 20 août 2019      |
| Mable & The Wood                        | Triplevision Games                                    | Graffiti Games                               | Microsoft Windows, macOS, Linux, Xbox One, Nintendo Switch                | 23 août 2019      |
| Control                                 | Remedy Entertainment                                  | 505 Games                                    | Microsoft Windows, macOS, Linux, PlayStation 4, Xbox One                  | 27 août 2019      |
| Minoria                                 | Bombservice                                           | DANGEN Entertainment                         | Microsoft Windows, Nintendo Switch                                        | 27 août 2019      |
| BioMech                                 | Ezekiel Rage                                          | Plug In Digital                              | Microsoft Windows, Linux                                                  | 6 septembre 2019  |
| Blasphemous                             | The Game Kitchen                                      | Team17                                       | Microsoft Windows, macOS, Linux, PlayStation 4, Xbox One, Nintendo Switch | 10 septembre 2019 |
| Demoniaca: Everlasting Night            | AKI                                                   | Valkyrie Initiative                          | Microsoft Windows                                                         | 19 septembre 2019 |
| Column on the Sea                       | Griffin Snow                                          | Griffin Snow                                 | Microsoft Windows                                                         | 27 septembre 2019 |
| Indivisible                             | Lab Zero Games                                        | 505 Games                                    | Microsoft Windows, PlayStation 4, Xbox One, Nintendo Switch               | 8 octobre 2019    |
| Escape Zolstar                          | Robert Alvarez                                        | Robert Alvarez                               | Microsoft Windows                                                         | 9 octobre 2019    |
| Outbuddies                              | Julian Laufer                                         | Headup Games                                 | Microsoft Windows, PlayStation 4, Xbox One, Nintendo Switch               | 15 octobre 2019   |
| KnifeBoy                                | Karl Rune Peter Fredriksson                           | Karl Rune Peter Fredriksson                  | Microsoft Windows                                                         | 18 octobre 2019   |
| Cathedral                               | Decemberborn Interactive                              | Decemberborn Interactive                     | Microsoft Windows, macOS, Linux, Nintendo Switch                          | 31 octobre 2019   |
| Star Wars Jedi: Fallen Order            | Respawn Entertainment                                 | Electronic Arts                              | Microsoft Windows, PlayStation 4, Xbox One                                | 15 novembre 2019  |
| Roah                                    | Grynsoft                                              | Grynsoft                                     | Microsoft Windows                                                         | 28 novembre 2019  |
| SuperEpic: The Entertainment War        | Undercoders                                           | Numskull Games                               | Microsoft Windows, PlayStation 4, Xbox One, Nintendo Switch               | 12 décembre 2019  |
| 3000th Duel                             | NEOPOPCORN Corp                                       | NEOPOPCORN Corp                              | Microsoft Windows, macOS, Nintendo Switch                                 | 13 décembre 2019  |
| Bookbound Brigade                       | Digital Tales                                         | Digital Tales                                | Microsoft Windows, macOS, Linux, PlayStation 4, Nintendo Switch           | 30 janvier 2020   |
| KUNAI                                   | TurtleBlaze                                           | The Arcade Crew                              | Microsoft Windows, macOS, Linux, Nintendo Switch                          | 6 février 2020    |
| MindSeize                               | Kamina Dimension                                      | Kamina Dimension                             | Microsoft Windows, Nintendo Switch                                        | 7 février 2020    |
| ROCKETRON                               | ASTRO PORT                                            | Henteko Doujin                               | Microsoft Windows                                                         | 8 février 2020    |
| Lootbox Lyfe                            | Conradical's Games                                    | Conradical's Games                           | Microsoft Windows                                                         | 28 février 2020   |
| The Guise                               | Rasul Mono                                            | Rasul Mono                                   | Microsoft Windows                                                         | 5 mars 2020       |
| Ori and the Will of the Wisps           | Moon Studios                                          | Xbox Game Studios                            | Microsoft Windows, Xbox One, Nintendo Switch                              | 11 mars 2020      |
| La-Mulana 1 & 2                         | Nigoro                                                | NIS America                                  | PlayStation 4, Xbox One, Nintendo Switch                                  | 17 mars 2020      |
| Shinsekai: Into the Depths              | Capcom                                                | Capcom                                       | Nintendo Switch, iOS, Apple Arcade                                        | 26 mars 2020      |
| Super Gear Quest                        | Blob Games                                            | Blob Games                                   | Microsoft Windows                                                         | 5 mai 2020        |
| Ato                                     | Tiny Warrior Games                                    | Tiny Warrior Games                           | Microsoft Windows                                                         | 8 mai 2020        |
| Bone Appetit                            | DXF Games                                             | DXF Games                                    | Microsoft Windows                                                         | 8 mai 2020        |
| Inexistence Rebirth                     | Jonathan BRASSAUD                                     | Jonathan BRASSAUD                            | Microsoft Windows                                                         | 22 mai 2020       |
| Johann Weiss                            | JMAA Games                                            | JMAA Games                                   | Microsoft Windows                                                         | 22 mai 2020       |
| Two Bit Hero                            | Ezekiel Rage                                          | Plug In Digital                              | Microsoft Windows, Linux                                                  | 22 mai 2020       |
| Shantae and the Seven Sirens            | WayForward Technologies                               | WayForward Technologies                      | Microsoft Windows, PlayStation 4, Xbox One, Nintendo Switch, Apple Arcade | 28 mai 2020       |
| Alwa's Legacy                           | Elden Pixels                                          | Elden Pixels                                 | Microsoft Windows, macOS, Linux, PlayStation 4, Xbox One, Nintendo Switch | 17 juin 2020      |
| CARRION                                 | Phobia Game Studio                                    | Devolver Digital                             | Microsoft Windows, macOS, Linux, PlayStation 4, Xbox One, Nintendo Switch | 23 juillet 2020   |
| Enter Digiton                           | Morne Venter                                          | Morne Venter                                 | Microsoft Windows                                                         | 14 août 2020      |
| Phoenotopia: Awakening                  | Quells                                                | Quells                                       | Microsoft Windows, macOS, Linux                                           | 20 août 2020      |
| SHEEPO                                  | Kyle Thompson                                         | Kyle Thompson                                | Microsoft Windows, macOS, Linux                                           | 26 août 2020      |
| HAAK                                    | Blingame                                              | Blingame                                     | Microsoft Windows, Nintendo Switch, iOS, Google Play                      | 16 septembre 2020 |
| Hargrave                                | Disafter Games                                        | Disafter Games                               | Microsoft Windows                                                         | 12 octobre 2020   |
| Vigil: The Longest Night                | Glass Heart Games                                     | Another Indie                                | Microsoft Windows, macOS, Linux, PlayStation 4, Xbox One, Nintendo Switch | 14 octobre 2020   |
| Batbarian: Testament of the Primordials | Unspeakable Pixels                                    | DANGEN Entertainment                         | Microsoft Windows, Nintendo Switch                                        | 15 octobre 2020   |
| Outpost Delta                           | Hidden Achievement LLC                                | Hidden Achievement LLC                       | Microsoft Windows, macOS, Linux                                           | 20 octobre 2020   |
| The Guise                               | Rasul Mono                                            | GameNet                                      | Microsoft Windows                                                         | 20 octobre 2020   |
| The Witch & The 66 Mushrooms            | Kadokawa, Gotcha Gotcha Games                         | Playism                                      | Microsoft Windows                                                         | 7 novembre 2020   |
| Monster Sanctuary                       | Moi Rai Games                                         | Team17                                       | Microsoft Windows, Nintendo Switch                                        | 8 décembre 2020   |

## 2021 - 2022
| Titre                                             | Développeur                                   | Éditeur                                       | Plate-forme                                                                                            | Date                |
| ------------------------------------------------- | --------------------------------------------- | --------------------------------------------- | --- | ------------------- |
| Cyber Shadow                                      | Aarne "MekaSkull" Hunziker                    | Yacht Club Games                              | Microsoft Windows, macOS, Linux, PlayStation 4, Xbox One, Nintendo Switch                              | 26 janvier 2021     |
| Tartapolis                                        | Fusion Studios                                | Ultimate Games S.A.                           | Microsoft Windows                                                                                      | 12 février 2021     |
| Divinum                                           | Sigil Game                                    | Sigil Game                                    | Microsoft Windows                                                                                      | T1 2021             |
| Super Mombo Quest                                 | Orube Game Studio                             | Orube Game Studio                             | Microsoft Windows                                                                                      | T1 2021             |
| Gastova: The Witches of Arkana                    | MechWolf Productions                          | MechWolf Productions                          | Microsoft Windows, Nintendo Switch                                                                     | Avril 2021          |
| Refactor                                          | NextGen Pants, Inc                            | NextGen Pants, Inc                            | Microsoft Windows, macOS, Linux, PlayStation 4                                                         | Printemps 2021      |
| Airhead                                           | Octato                                        | HandyGames                                    | Microsoft Windows, PlayStation 4, Xbox One, Nintendo Switch                                            | 2021 (démo)         |
| SteamDolls - Order Of Chaos                       | The Shady Gentlemen                           | Top Hat Studios                               | Microsoft Windows, macOS, Linux, PlayStation 4, Xbox One, Nintendo Switch                              | 2021 (démo)         |
| Axiom Verge 2                                     | Thomas Happ Games LLC                         | Thomas Happ Games LLC                         | Nintendo Switch                                                                                        | 2021                |
| Bio-Gun                                           | Dapper Dog Digital                            | Dapper Dog Digital                            | Microsoft Windows                                                                                      | 2021                |
| Bushiden                                          | Pixel Arc Studios                             | Pixel Arc Studios                             | Microsoft Windows, macOS, Linux, PlayStation 4, Nintendo Switch                                        | 2021                |
| Curse of the Sea Rats                             | Petoons Studio                                | Petoons Studio                                | Microsoft Windows, macOS, Linux, PlayStation 4, Xbox One, Nintendo Switch                              | 2021                |
| ENDER LILIES: Quietus of the Knights              | Live Wire, Adglobe                            | Binary Haze Interactive                       | PlayStation 4, Nintendo Switch, Microsoft Windows, PlayStation 5, Xbox Series X and Series S, Xbox One | 22 Juin 2021        |
| Dreamless: The Madness from the Sea               | DreamTeam                                     | DreamTeam                                     | Microsoft Windows                                                                                      | 2021                |
| Flynn: Son of Crimson                             | Studio Thunderhorse                           | Studio Thunderhorse                           | Microsoft Windows                                                                                      | 2021                |
| Gestalt: Steam & Cinder                           | Metamorphosis Games                           | Sold Out                                      | Microsoft Windows, PlayStation 4, Xbox One, Nintendo Switch                                            | 2021                |
| Greak: Memories of Azur                           | Navegante Entertainment                       | Team17                                        | Microsoft Windows, PlayStation 4, Xbox One, Nintendo Switch                                            | 2021                |
| Ghost Song                                        | Old Moon                                      | Adult Swim Games                              | Microsoft Windows, macOS, Linux                                                                        | 2021                |
| Haiku, the Robot                                  | Mister Morris Games                           | Mister Morris Games                           | Microsoft Windows, macOS                                                                               | 2021                |
| Kingdom Shell                                     | Cup of Pixels                                 | Cup of Pixels                                 | Microsoft Windows                                                                                      | 2021                |
| Raider Kid and the Ruby Chest                     | Cacareco Games                                | Cacareco Games                                | Microsoft Windows, macOS, Linux                                                                        | 2021                |
| Recompile                                         | Phigames                                      | Dear Villagers                                | Microsoft Windows, Xbox Series                                                                         | 2021                |
| Rubi: The Wayward Mira                            | Wayward Games                                 | Wayward Games                                 | Microsoft Windows, Nintendo Switch                                                                     | 2021                |
| Rune Fencer Illyia                                | Nootbox Games                                 | Nootbox Games                                 | Microsoft Windows                                                                                      | 2021                |
| The Last Faith                                    | Kumi Souls Games                              | Kumi Souls Games                              | Microsoft Windows, macOS, Linux, PlayStation 4, Xbox One, Nintendo Switch                              | 2021                |
| Transmute                                         | Evan Tor Games                                | Evan Tor Games                                | Microsoft Windows                                                                                      | 2021                |
| Infernax                                          | Berzerk Studio                                | The Arcade Crew                               | Microsoft Windows, PlayStation 4, Xbox One, Xbox Series, Nintendo Switch                               | 14 février 2022     |
| A Purrtato Tail - By the Light of the Elderstar   | Drunk Robot Games, RedVonix                   | Drunk Robot Games                             | Microsoft Windows, macOS, Linux, PlayStation 4, Xbox One, Nintendo Switch                              | 15 juillet 2022     |
| Islets                                            | Kyle Thompson                                 | Armor Games                                   | Windows, Linux, Xbox One, Xbox Series, Nintendo Switch                                                 | 24 août 2022        |
| Metroid Dread                                     | Mercury Steam                                 | Nintendo                                      | Nintendo Switch                                                                                        | 8 octobre 2021      |
| A.N.N.E                                           | Gamesbymo Inc.                                | Gamesbymo Inc.                                | Microsoft Windows, macOS, Linux                                                                        | NC (accès anticipé) |
| Dark Light                                        | Mirari&Co.                                    | Mirari&Co., Maple Whispering Limited          | Microsoft Windows, macOS, Nintendo Switch                                                              | NC (accès anticipé) |
| Gensokyo Night Festival                           | Why so serious?, tea_basira                   | Why so serious?, Playism                      | Microsoft Windows                                                                                      | NC (accès anticipé) |
| Lone Fungus                                       | BastiArtGames                                 | BastiArtGames                                 | Microsoft Windows                                                                                      | NC (accès anticipé) |
| Nakiti Generations                                | Diablohead                                    | Diablohead                                    | Microsoft Windows                                                                                      | NC (accès anticipé) |
| Piko Piko                                         | Marquet                                       | Degica                                        | Microsoft Windows                                                                                      | NC (accès anticipé) |
| Record of Lodoss War-Deedlit in Wonder Labyrinth- | Why so serious?, Team Ladybug                 | Why so serious?, Playism                      | Microsoft Windows                                                                                      | NC (accès anticipé) |
| Red and the Deadly Sins                           | Diantong Intelligence Tech. Shanghai Co.,Ltd. | 101XP                                         | Microsoft Windows                                                                                      | NC (accès anticipé) |
| Unformed                                          | Bones                                         | Cimu                                          | Microsoft Windows                                                                                      | NC (accès anticipé) |
| 8Doors: Arum's Afterlife Adventure                | Rootless Sutdio                               | Rootless Sutdio                               | Microsoft Windows                                                                                      | NC (démo)           |
| Endless Memories                                  | Homunculus Games                              | Homunculus Games                              | Microsoft Windows, Nintendo Switch                                                                     | NC (démo)           |
| 9 Years of Shadows                                | HALBERD STUDIOS                               | HALBERD STUDIOS                               | Microsoft Windows, Nintendo Switch                                                                     | NC                  |
| Ambrosia                                          | Realmsoft                                     | Realmsoft                                     | Microsoft Windows                                                                                      | NC                  |
| Anew: The Distant Light                           | Resonator                                     | Resonator                                     | Microsoft Windows, macOS, Linux, PlayStation 4, Xbox One, Nintendo Switch                              | NC                  |
| Aria Disconnect                                   | Kimmo Savilampi                               | Kimmsoft                                      | Microsoft Windows                                                                                      | NC                  |
| Beyond-Human                                      | domino99                                      | domino99                                      | Microsoft Windows, macOS, PlayStation 4                                                                | NC                  |
| Castle In The Darkness 2                          | LABS Works                                    | LABS Works                                    | Microsoft Windows, macOS, Linux, PlayStation 4, Xbox One, Nintendo Switch                              | NC                  |
| Cirrata                                           | Aaron Ingersoll                               | Aaron Ingersoll                               | Microsoft Windows                                                                                      | NC                  |
| Depths of Sanity                                  | Bomb Shelter Games                            | Bomb Shelter Games                            | Microsoft Windows, macOS, Linux, PlayStation 4, Xbox One, Nintendo Switch                              | NC                  |
| Echo's Esker                                      | Connor Fahrenwald                             | Fahrenwald Games                              | Microsoft Windows                                                                                      | NC                  |
| Faeland                                           | Talegames                                     | Square Enix                                   | Microsoft Windows, macOS, Linux, PlayStation 4, Xbox One, Nintendo Switch                              | NC                  |
| Fearmonium                                        | Redblack Spade                                | Redblack Spade                                | Microsoft Windows, macOS                                                                               | NC                  |
| Freja and the False Prophecy                      | Unsigned Double Collective                    | Unsigned Double Collective                    | Microsoft Windows, Nintendo Switch                                                                     | NC                  |
| Forsaken Castle                                   | Duck Block Games                              | Duck Block Games                              | Microsoft Windows, macOS, Linux, PlayStation Vita, PlayStation 4, Xbox One, Nintendo Switch            | NC                  |
| GRIME                                             | Funnel Entertainment                          | Funnel Entertainment                          | Microsoft Windows                                                                                      | NC                  |
| HAMMER WORLD: DIMENSION TRAVELER                  | NEO FUTURE LABS                               | NEO FUTURE LABS                               | Microsoft Windows                                                                                      | NC                  |
| Heart Forth, Alicia                               | Alonso Martin                                 | Alonso Martin                                 | Microsoft Windows, macOS, Linux, PlayStation Vita, PlayStation 4, Nintendo Switch                      | NC                  |
| Hollow Knight: Silksong                           | Team Cherry                                   | Team Cherry                                   | Microsoft Windows, macOS, Linux, PlayStation 4, Xbox One, Nintendo Switch                              | NC                  |
| Legend of Iya                                     | darkfalzx                                     | darkfalzx                                     | Microsoft Windows, macOS, Linux                                                                        | NC                  |
| Lore Finder                                       | Kitsune Games                                 | Kitsune Games (PC), Ratalaika Games (Console) | Microsoft Windows, macOS, Linux, PlayStation Vita, PlayStation 4, Xbox One, Nintendo Switch            | NC                  |
| Metroid Prime 4                                   | Retro Studios                                 | Nintendo                                      | Nintendo Switch                                                                                        | NC                  |
| Organism8                                         | Derek Duong                                   | Derek Duong                                   | Microsoft Windows                                                                                      | NC                  |
| PlayBound                                         | Studio Sploot                                 | Studio Sploot                                 | Microsoft Windows                                                                                      | NC                  |
| Raygun Gadabout                                   | Quantum Duck Studio Ltd.                      | Quantum Duck Studio Ltd.                      | Microsoft Windows                                                                                      | NC                  |
| Refoil                                            | Gramophone Games                              | Gramophone Games                              | Microsoft Windows                                                                                      | NC                  |
| Savior                                            | Starsoft                                      | Starsoft                                      | Microsoft Windows                                                                                      | NC                  |
| Siege and the Sandfox                             | Cardboard Sword Limited                       | Chucklefish                                   | Microsoft Windows, macOS, Linux, PlayStation 4, Xbox One, Nintendo Switch                              | NC                  |
| Supraland 2                                       | Supra Games                                   | Supra Games                                   | Microsoft Windows, Linux                                                                               | NC                  |
| The Cork                                          | Parlor Interactive                            | Parlor Interactive                            | Microsoft Windows, macOS, Linux                                                                        | NC                  |
| The Tarnishing of Juxtia                          | Actual Nerds                                  | Actual Nerds                                  | Microsoft Windows                                                                                      | NC                  |
| VeLM                                              | GMS Lab                                       | MV Games                                      | Microsoft Windows                                                                                      | NC                  |
| Xevorel - The Way Of The Feather                  | Amberaxe                                      | Amberaxe                                      | Microsoft Windows                                                                                      | NC                  |

## 2023 - 2024
| Titre         | Développeur      | Éditeur          | Plate-forme       | Date              |
| ------------- | ---------------- | ---------------- | ----------------- | ----------------- |
| Exographer    | SciFunGames      | Abylight Studios | Microsoft Windows | 26 septembre 2024 |
| Blasphemous 2 | The Game Kitchen | Team17           |                   | 2023              |
| Nine Sols     | Red Candle Games | Red Candle Games |                   | 29 mai 2024       |